# Allan Kardec
Hippolyte Léon Denizard Rivail (francês: [ʁivɑj]; Lyon, 3 de outubro de 1804 – Paris, 31 de março de 1869) foi um educador, autor e tradutor francês. Sob o pseudônimo de Allan Kardec (francês: [kaʁdɛk]), notabilizou-se como o codificador do espiritismo (neologismo por ele criado).
Foi discípulo do reformador educacional Johann Heinrich Pestalozzi e um dos pioneiros na pesquisa científica sobre fenômenos paranormais (mais notoriamente a mediunidade), assuntos cuja investigação costumava ser considerada inadequada.

## Biografia

### Juventude e atividade pedagógica
Nascido numa antiga família de orientação católica com tradição na magistratura e na advocacia, desde cedo manifestou propensão para o estudo das ciências e da filosofia. Fez os seus estudos na Escola de Pestalozzi, no Castelo de Yverdon, em Yverdon-les-Bains, na Suíça (país protestante), tornando-se um dos seus mais distintos discípulos e ativo propagador de seu método, que tão grande influência teve na reforma do ensino na França e na Alemanha. Ele organizou e ministrou cursos gratuitos para os menos favorecidos.
Concluídos os seus estudos, o jovem Rivail retornou ao seu país natal. Profundo conhecedor da língua alemã, traduzia para esse idioma diferentes obras de educação e de moral, com destaque para as obras de François Fénelon, pelas quais manifestava particular atração.
Era membro de diversas sociedades acadêmicas, entre as quais o Instituto Histórico de Paris e a Academia Real de Arras; esta última, em concurso promovido em 1831, premiou-lhe uma memória com o tema "Qual o sistema de estudos mais de harmonia com as necessidades da época?".
A 6 de fevereiro de 1832 desposou Amélie Gabrielle Boudet. Em 1824, retornou a Paris e publicou um plano para aperfeiçoamento do ensino público. Após o ano de 1834, passou a lecionar, publicando diversas obras sobre educação, e tornou-se membro da Real Academia de Ciências Naturais.
Como pedagogo, o jovem Rivail dedicou-se à luta para uma maior democratização do ensino público. Entre 1835 e 1840, manteve em sua residência, à rua de Sèvres, cursos gratuitos de Química, Física, Anatomia comparada, Astronomia e outros. Nesse período, preocupado com a didática, elaborou um manual de aritmética, que foi adotado por décadas nas escolas francesas, e um quadro mnemônico da História da França, que visou a facilitar ao estudante a memorização das datas dos acontecimentos de maior expressão e as descobertas de cada reinado do país. As matérias que lecionou como pedagogo foram Química, Matemática, Astronomia, Física, Fisiologia, Retórica, Anatomia Comparada e Francês.

### Das mesas girantes à Codificação

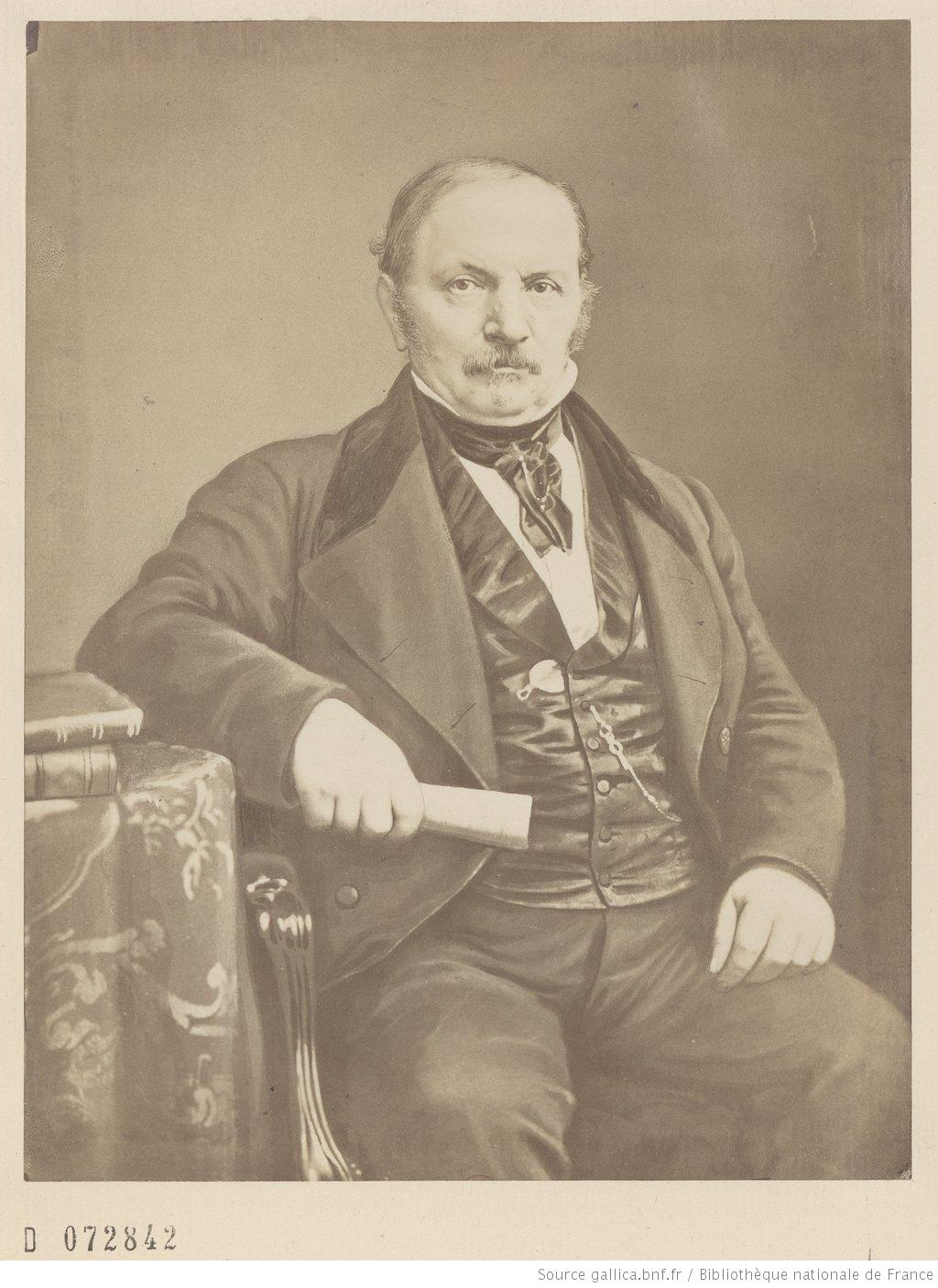
Representação de Kardec.

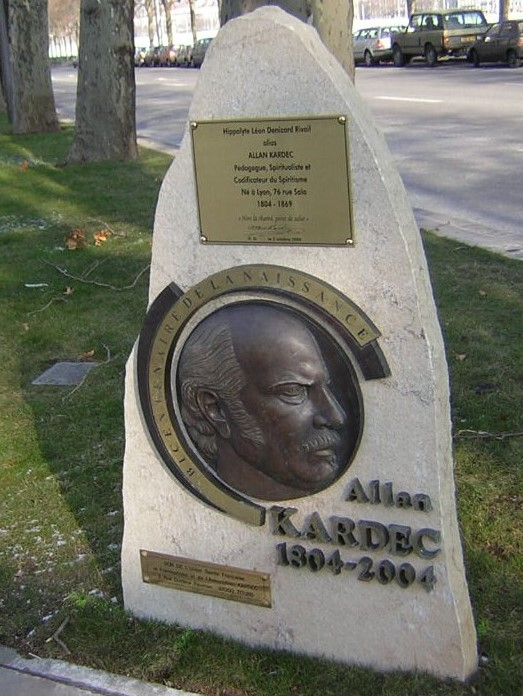
Memorial a Allan Kardec na cidade de Lyon (França).

Conforme o seu próprio depoimento, publicado em Obras Póstumas, foi em 1854 que o Prof. Rivail ouviu falar pela primeira vez do fenômeno das "mesas girantes", bastante difundido à época, através do seu amigo Fortier, um magnetizador de longa data. Sem dar muita atenção ao relato naquele momento, atribuindo-o somente ao chamado magnetismo animal do qual era estudioso. 
Durante este período, também tomou conhecimento da psicografia. Ele então teria tido contato com um "espírito familiar", que supostamente teria passado a orientar os seus trabalhos. O pseudônimo "Allan Kardec" foi escolhido porque esta entidade teria revelado que ambos haviam vivido juntos, em uma vida passada, entre os druidas do povo celta, na região da Gália (atual França).
A Doutrina Espírita transforma completamente a perspectiva do futuro. A vida futura deixa de ser uma hipótese para ser realidade. O estado das almas depois da morte não é mais um sistema, porém o resultado da observação. Ergueu-se o véu; o mundo espiritual aparece-nos na plenitude de sua realidade prática; não foram os homens que o descobriram pelo esforço de uma concepção engenhosa, são os próprios habitantes desse mundo que nos vêm descrever a sua situação.— Allan Kardec
Convencendo-se de que o movimento e as respostas complexas das mesas deviam-se à intervenção dos supostos espíritos, Kardec dedicou-se à estruturação de uma proposta de compreensão da realidade baseada na necessidade de integração entre os conhecimentos científicos, filosóficos e moral, com o objetivo de lançar sobre o real um olhar que não negligenciasse nem o imperativo da investigação empírica na construção do conhecimento, nem a dimensão espiritual e interior do homem.
Como meio de elaboração, o Espiritismo procede exatamente da mesma forma que as ciências positivas, aplicando o método experimental. Fatos novos se apresentam, que não podem ser explicados pelas leis conhecidas; ele os observa, compara, analisa e, remontando dos efeitos às causas, chega à lei que os rege; depois, deduz-lhes as consequências e busca as aplicações úteis. Não estabeleceu nenhuma teoria preconcebida; assim, não apresentou como hipóteses a existência e a intervenção dos Espíritos, nem o perispírito, nem a reencarnação, nem qualquer dos princípios da doutrina; concluiu pela existência dos Espíritos, quando essa existência ressaltou evidente da observação dos fatos, procedendo de igual maneira quanto aos outros princípios. Não foram os fatos que vieram a posteriori confirmar a teoria: a teoria é que veio subsequentemente explicar e resumir os fatos. É, pois, rigorosamente exato dizer-se que o Espiritismo é uma ciência de observação e não produto da imaginação. As ciências só fizeram progressos importantes depois que seus estudos se basearam sobre o método experimental; até então, acreditou-se que esse método também só era aplicável à matéria, ao passo que o é também às coisas metafísicas— Allan Kardec
Tendo iniciado a publicação das obras de Codificação em 18 de abril de 1857, quando veio à luz O Livro dos Espíritos, considerado como o marco de fundação do Espiritismo, após o lançamento da Revista Espírita (1 de janeiro de 1858), Kardec fundou, nesse mesmo ano, a primeira sociedade espírita regularmente constituída, com o nome de Sociedade Parisiense de Estudos Espíritas.
(…) o Espiritismo, restituindo ao Espírito o seu verdadeiro papel na criação, constatando a superioridade da inteligência sobre a matéria, apaga naturalmente todas as distinções estabelecidas entre os homens segundo as vantagens corpóreas e mundanas, sobre as quais o orgulho fundou castas e os estúpidos preconceitos de cor. O Espiritismo, alargando o círculo da família pela pluralidade das existências, estabelece entre os homens uma fraternidade mais racional do que aquela que não tem por base senão os frágeis laços da matéria, porque esses laços são perecíveis, ao passo que os do Espírito são eternos. Esses laços, uma vez bem compreendidos, influirão pela força das coisas, sobre as relações sociais, e mais tarde sobre a Legislação social, que tomará por base as leis imutáveis do amor e da caridade; então ver-se-á desaparecerem essa anomalias que chocam os homens de bom senso, como as leis da Idade Média chocam os homens de hoje…— Allan Kardec

### Últimos anos

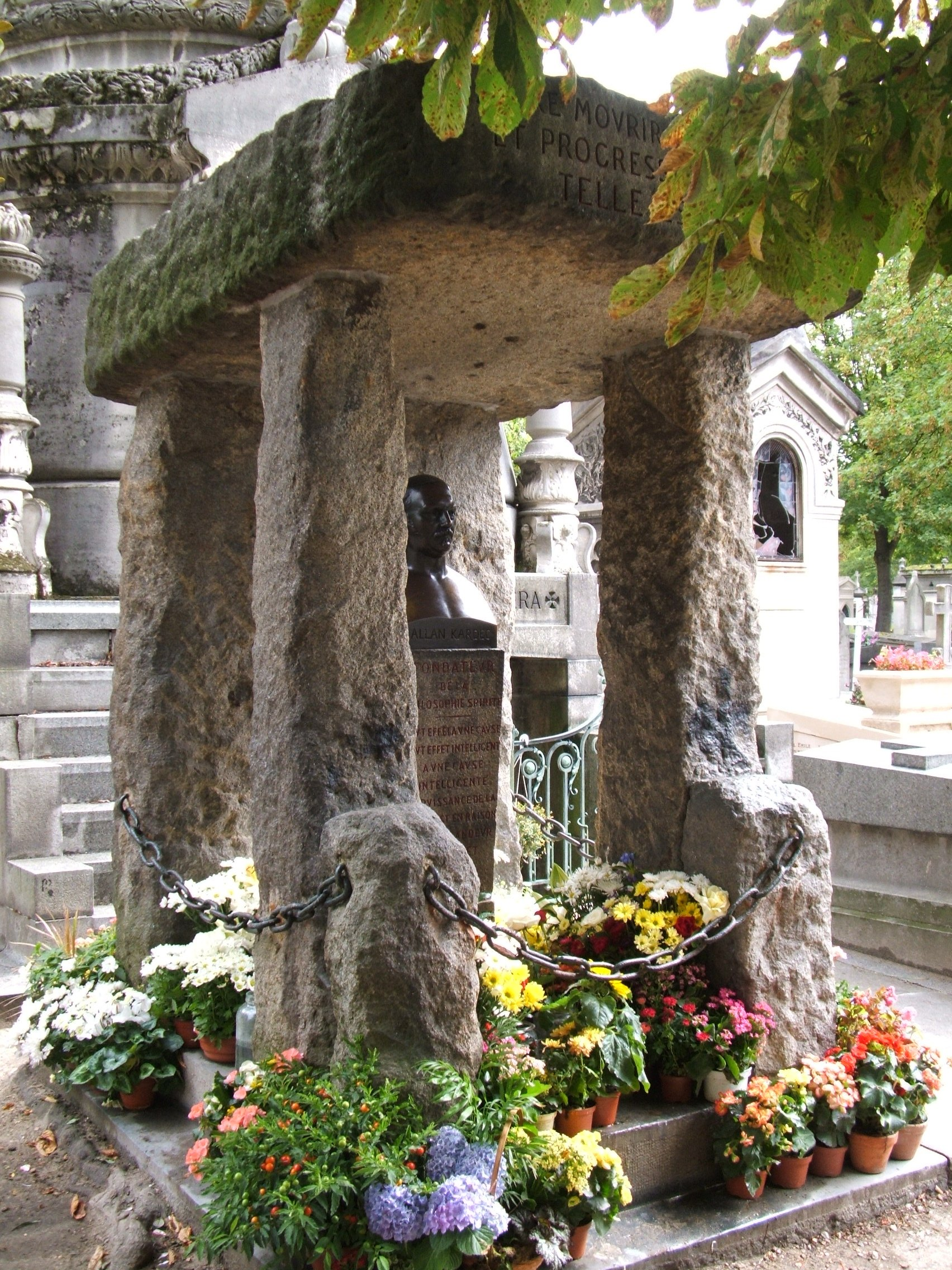
Túmulo de Allan Kardec no Cemitério do Père-Lachaise, em Paris.

Kardec passou os anos finais da sua vida dedicado à divulgação do Espiritismo entre os diversos simpatizantes, e defendê-lo dos opositores através da Revista Espírita Ou Jornal de Estudos Psicológicos. Já com cerca de oito milhões de seguidores, faleceu em Paris, a 31 de março de 1869, aos 64 anos de idade, em decorrência da ruptura de um aneurisma, quando trabalhava numa obra sobre as relações entre o Magnetismo e o Espiritismo, ao mesmo tempo em que se preparava para uma mudança de local de trabalho. Está sepultado no Cemitério do Père-Lachaise, uma célebre necrópole da capital francesa. Junto ao túmulo, erguido como os dólmens druídicos. Acima de sua tumba, seu lema: "Nascer, morrer, renascer ainda e progredir sem cessar, tal é a lei", em francês.

## Legado

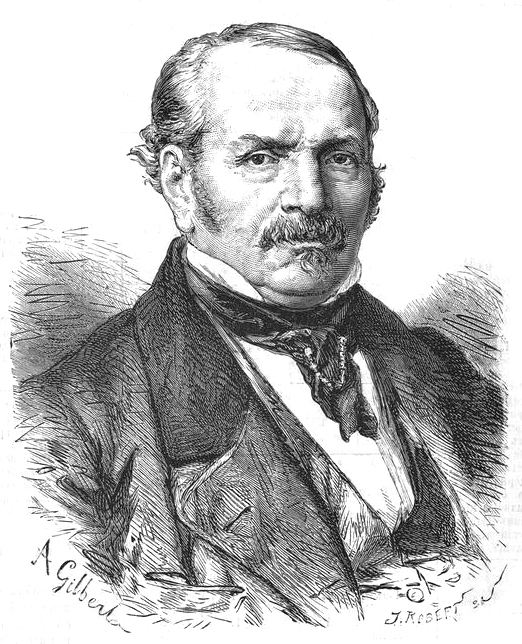
Retrato de Allan Kardec publicado na revista L'Illustration em 1869.

Em seu sepultamento, seu amigo, o astrônomo francês Camille Flammarion proferiu o seguinte discurso, ressaltando a sua admiração por aquele que ali baixava ao túmulo:
Voltaste a esse mundo donde viemos e colhes o fruto de teus estudos terrestres. Aos nossos pés dorme o teu envoltório, extinguiu-se o teu cérebro, fecharam-se-te os olhos para não mais se abrirem, não mais ouvida será a tua palavra… Sabemos que todos havemos de mergulhar nesse mesmo último sono, de volver a essa mesma inércia, a esse mesmo pó. Mas, não é nesse envoltório que pomos a nossa glória e a nossa esperança. Tomba o corpo, a alma permanece e retorna ao Espaço. Encontrar-nos-emos num mundo melhor e no céu imenso onde usaremos das nossas mais preciosas faculdades, onde continuaremos os estudos para cujo desenvolvimento a Terra é teatro por demais acanhado. (…) Até à vista, meu caro Allan Kardec, até à vista!— Camille Flammarion
Sobre Kardec, o engenheiro francês Gabriel Delanne escreveu:
Substituindo a fé cega numa vida futura, pela inquebrantável certeza, resultante de constatações científicas, tal é o inestimável serviço prestado por Allan Kardec à humanidade.— Gabriel Delanne
Nas palavras do brasileiro Alexander Moreira-Almeida, coordenador da "Seção de Espiritualidade, Religiosidade e Psiquiatria" da Associação Mundial de Psiquiatria:
Kardec foi um dos pioneiros a propor uma investigação científica, racional e baseada em fatos observáveis, das experiências espirituais. Desenvolveu todo um programa de investigação dessas experiências, ao qual deu o nome de Espiritismo.— Alexander Moreira-Almeida

## Controvérsias

### Frenologia e declarações racistas
Allan Kardec já fez declarações controversas, que foram tidas como etnocêntricas e racistas em várias de suas obras ainda no século XIX contra chineses e africanos, sendo amplamente criticado no meio católico mais tradicionalista por conta disso. Kardec, como um erudito de sua época, acreditava na suposta superioridade racial dos brancos europeus e na inferioridade de outros grupos étnico-raciais, tendo como base a frenologia, fundada pelo médico alemão Franz Joseph Gall (1758-1828) e atualmente considerada uma pseudociência. Kardec foi, inclusive, membro da Sociedade de Frenologia de Paris e teria defendido teses atualmente consideradas racistas em trechos de suas obras, mas que, à época, representavam uma visão científica corrente no ramo da antropometria. No artigo "Perfectibilidade da raça negra", Kardec afirmou que, uma vez que espíritos evoluem, tem que habitar corpos de outra "raça", o que acarretaria o desaparecimento das "raças selvagens". Ao consultar o espírito São Luís, Kardec lhe perguntou se raça negra é inferior, ao que São Luís teria respondido que a "raça negra" desapareceria da face da terra.
Assim, como organização física, os negros serão sempre os mesmos; como Espíritos, trata-se, sem dúvida, de uma raça
inferior, isto é, primitiva; são verdadeiras crianças às quais muito pouco se  pode  ensinar. Mas, por meio de cuidados inteligentes é sempre possível modificar certos hábitos, certas tendências, o que já constitui um progresso que levarão para outra existência e que lhes  permitirá, mais tarde, tomar um  envoltório em melhores condições— Allan Kardec - "Perfectibilidade da raça negra", Revista Espírita, pg. 150-151, abril de 1862
Um dos textos de Kardec, criticados por alguns como sendo racista, encontra-se em sua obra O Livro dos Espíritos:
À vista da sexta interrogação acima, dirão naturalmente que o hotentote é de raça inferior. Perguntaremos, então,se o hotentote é ou não um homem. Se é, por que a ele e à sua raça  privou  Deus dos privilégios concedidos à raça caucásica? Se não é, por que tentar fazê-lo cristão? A Doutrina Espírita tem mais amplitude do que tudo isto. Segundo ela, não há muitas espécies de homens, há tão-somente homens cujos espíritos estão mais ou menos atrasados, porém todos suscetíveis de progredir. Não é este princípio mais conforme à justiça de Deus?— Allan Kardec, O Livro dos Espíritos, pg. 190, 1860
Outro texto conhecido de Allan Kardec, publicado em 1862 em uma revista de artigos da doutrina espírita na França, diz:
Os Espíritos selvagens são ainda crianças, se assim podemos nos exprimir. Neles muitas faculdades ainda estão latentes. O que faria o Espírito de um hotentote no corpo de um Arago? Seria como alguém que nada sabe de música diante de um  piano excelente. Por uma razão inversa, o que faria o espírito Arago no corpo de um hotentote? Seria como Liszt diante de um piano  contendo apenas algumas cordas desafinadas, das quais o seu talento não conseguiria jamais tirar sons harmoniosos.— Allan Kardec -  "Perfectibilidade da raça negra", Revista Espírita, pg. 149, abril de 1862
O hotetonte, mais conhecido hoje como khoisan, mencionado acima, se refere a uma família muito antiga de grupos étnicos do Sudoeste Africano. Para críticos, Kardec partilhava de concepções eurocêntricas (as que propugnam que europeus são racialmente superiores) quando ele assim escreveu no livro A Gênese:
O progresso não foi, pois, uniforme em toda a espécie humana. Como era natural, as raças mais inteligentes adiantaram-se às outras, mesmo sem levar em conta que muitos Espíritos recém-nascidos para a vida espiritual, vindo encarnar na Terra juntamente com os primeiros aí chegados, tornaram ainda mais sensível a diferença em matéria de progresso. Seria impossível, com efeito, atribuir-se a  mesma ancianidade de criação aos selvagens, que mal se distinguem do macaco, e aos chineses, nem, ainda menos, aos europeus civilizados.— Allan Kardec, A Gênese, pg. 187, 1868

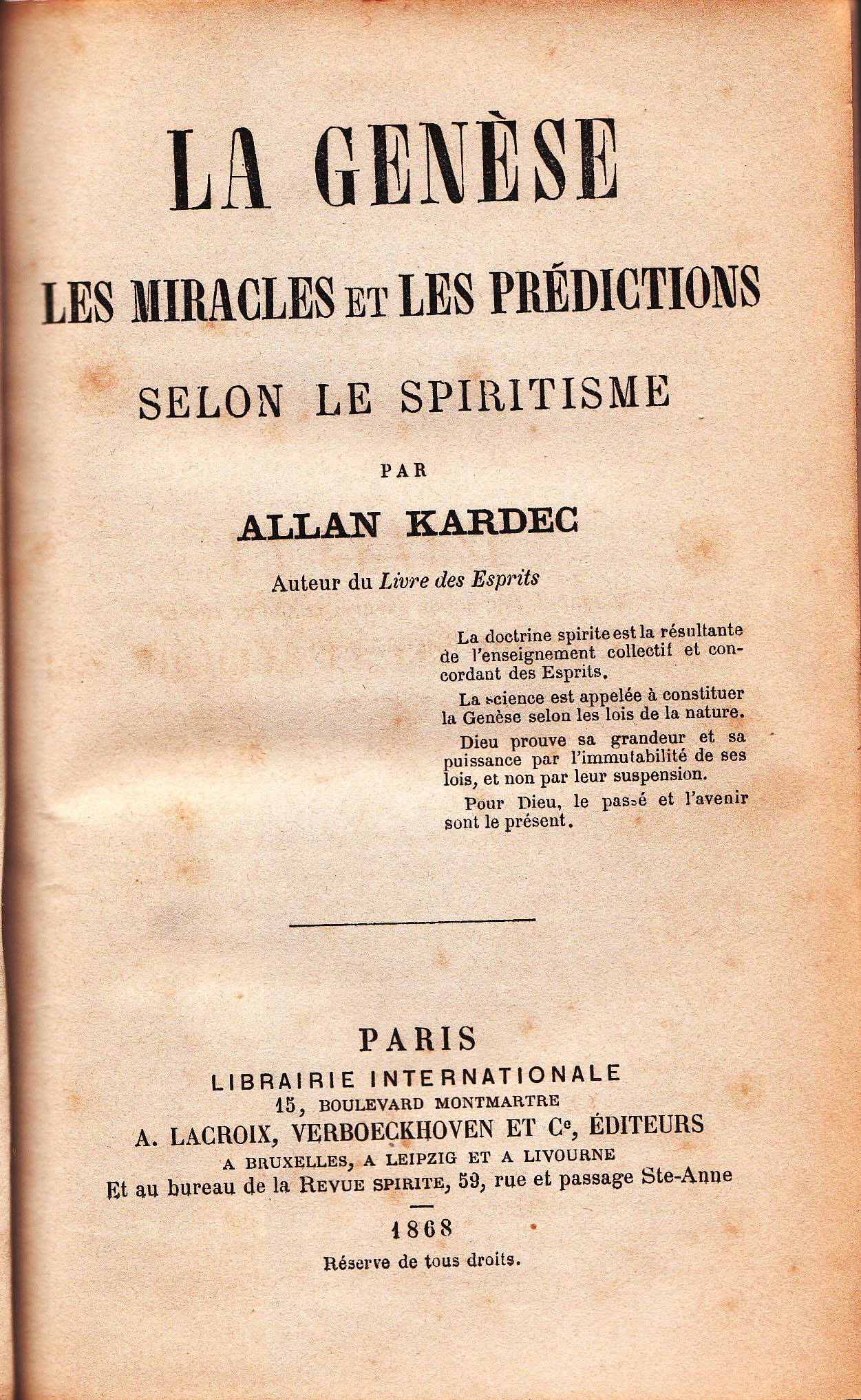
Capa do livro A Gênese, de 1868.

Em 2007, o Ministério Público Federal definiu um termo de ajustamento de conduta, segundo o qual editoras que publicam as obras de Kardec no Brasil se comprometem a adicionar nelas uma nota explicativa de esclarecimento sobre a ciência de sua época e o suposto conteúdo discriminatório. O escritor espírita brasileiro Paulo da Silva Sobrinho Neto, autor do e-book Racismo em Kardec?, argumenta que classificar as citações de Kardec como racistas de acordo com os valores morais contemporâneos seria anacronismo, visto que Kardec reproduzia aquilo que era dito como "verdade científica" na época em que viveu. Ademais, Neto também cita vários trechos em que Kardec apoia o conceito de união "sem distinção de raças", como na obra O Evangelho Segundo o Espiritismo, de 1864. Na obra O Livro dos Espíritos, também é afirmado que todos os homens são iguais perante Deus, rumam para o mesmo fim e estão sujeitos às mesmas leis. No artigo "Jornal de Estudos Psicológicos", publicado na Revista Espírita em janeiro de 1863, Kardec também afirma: "Abracemos a Humanidade inteira, sem distinção de culto, de raça, de origem e, com mais forte razão, de família, de fortuna e de condição social." Porém, o grupo Espíritas à Esquerda publicou edições das obras da codificação com redações alternativas e antirracistas de todos os textos considerados racistas, sejam de Kardec ou dos espíritos.

## Obras

### Didáticas

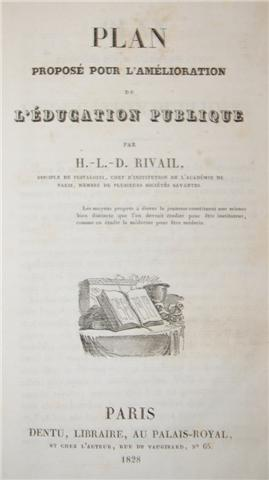
Página de seu livro "Plano Proposto para a Melhoria da Instrução Pública" (1828).

O professor Rivail escreveu diversos livros pedagógicos, dentre os quais destacam-se:
- 1824 - Curso prático e teórico de Aritmética, segundo o método de Pestalozzi, para uso dos professores e mães de família, com modificações - 2 tomos
- 1828 - Plano Proposto Para a Melhoria da Instrução Pública (coroado pela Academia Real de Arras)
- 1831 - Gramática Francesa Clássica
- 1831 - Qual o sistema de estudo mais consentâneo com as necessidades da época?.
- 1846 - Manual dos exames para os títulos de capacidade: soluções racionais de questões e problemas de Aritmética e de Geometria
- 1848 - Catecismo gramatical da Língua Francesa
- 1849 - Programa dos Cursos ordinários de Química, Física, Astronomia, Fisiologia
- 1849 - Ditados normais dos exames da Municipalidade e da Sorbona
- 1849 - Ditados especiais sobre as dificuldades ortográficas

### Espíritas

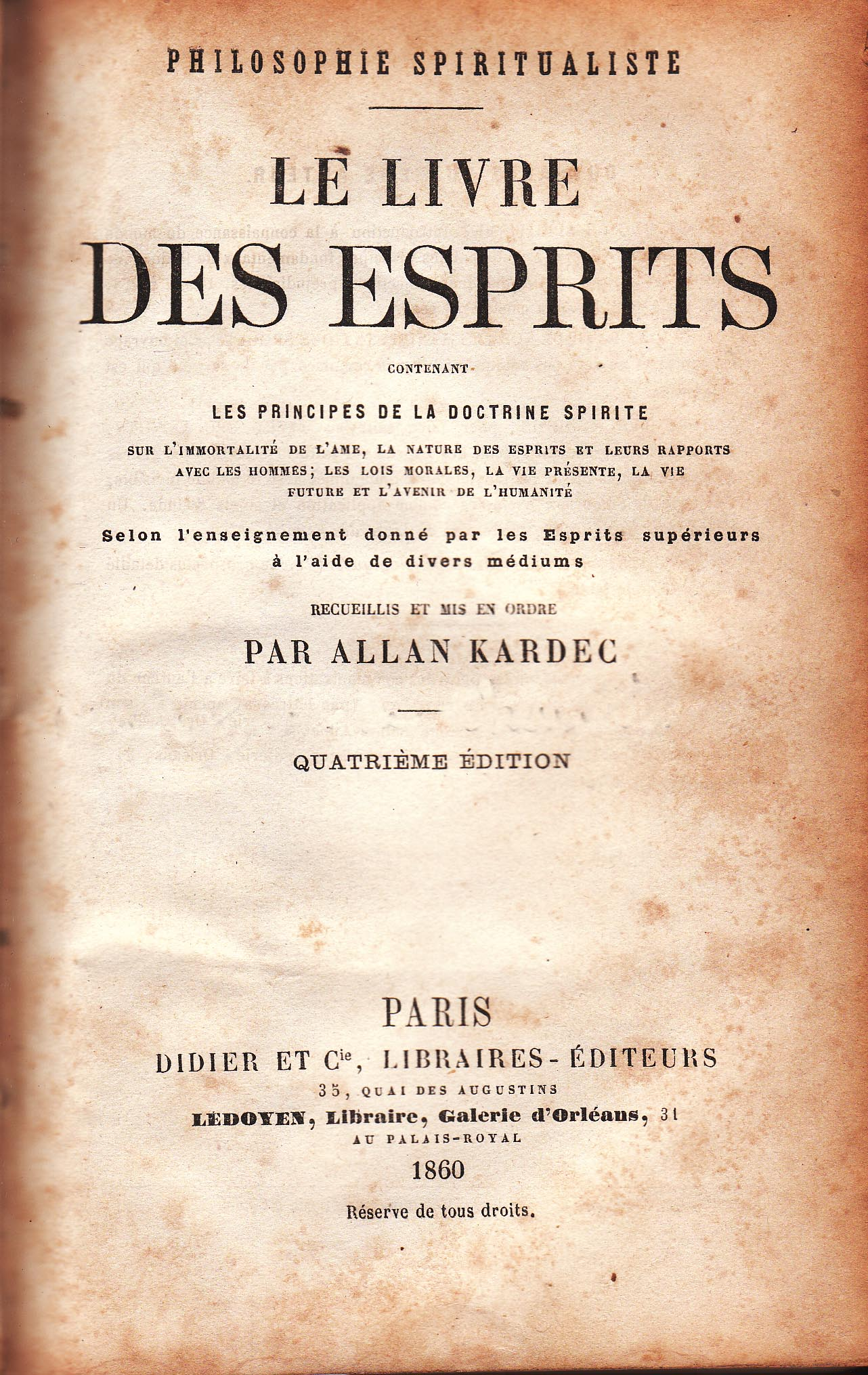
Contracapa da versão de 1860 dO Livro dos Espíritos, a principal obra publicada por Kardec.

São popularmente conhecidas como cinco obras básicas que versam sobre o Espiritismo, sob o pseudônimo Allan Kardec:
- O Livro dos Espíritos, Princípios da Doutrina Espírita, publicado em 18 de abril de 1857;
- O Livro dos Médiuns ou Guia dos Médiuns e dos Evocadores, em janeiro de 1861;
- O Evangelho segundo o Espiritismo, em abril de 1864;
- O Céu e o Inferno ou A Justiça Divina Segundo o Espiritismo, em agosto de 1865;
- A Gênese, os Milagres e as Predições segundo o Espiritismo, em janeiro de 1868.

Além delas, como Kardec, publicou algumas dentre as onze que ele chamou de obras fundamentais da doutrina espírita:
- Revista Espírita (periódico de estudos psicológicos), publicada mensalmente de 1 de janeiro de 1858 a 1869;
- O que é o Espiritismo? (resumo sob a forma de perguntas e respostas), em 1859;
- O Espiritismo em sua expressão mais simples, em 1862;
- Viagem Espírita em 1862 (1867) (publicada no Brasil pela editora O Clarim);
- Resumo da Lei dos Fenômenos Espíritas, divulgada em brochura em 1864;
- Caráter da Revelação Espírita, coletânea de trechos da Revista Espírita publicada em brochura em 1868; posteriormente incluída no capítulo I de A Gênese.

Após o seu falecimento, viria à luz:
- Obras Póstumas, em 1890.

Outras obras menos conhecidas foram também publicadas:
- Catálogo Racional de Obras para se Fundar uma Biblioteca Espírita, em abril de 1869;
- Instrução prática sobre as manifestações espíritas (substituída pelo Livro dos Médiuns; publicada no Brasil pela editora O Pensamento);
- O Principiante Espírita (no Brasil, pela editora O Pensamento);
- A Obsessão (no Brasil, pela editora O Clarim).

## Diplomas
Lista dos principais diplomas obtidos por Denizard Rivail durante a sua carreira de professor e diretor de colégio:
- Diploma de fundador da Sociedade de Previdência dos Diretores de Colégios e Internatos de Paris - 1829.
- Diploma da Sociedade para a Instrução Elementar - 1847. Secretário geral: H. Carnot.
- Diploma do Instituto de Línguas, fundado em 1837. Presidente: Conde Le Peletier-Jaunay.
- Diploma da Sociedade de Educação Nacional, constituída pelos diretores de Colégios e de Internatos da França - 1835. Presidente: Geoffroy de Saint-Hilaire.
- Diploma da Sociedade Gramatical, fundada em Paris em 1807, por Urbain Domergue - 1829.
- Diploma da Sociedade de Emulação e de Agricultura do Departamento do Ain - 1828 (Rivail fora designado para expor e apresentar em França o método de Pestalozzi).
- Diploma do Instituto Histórico, fundado em 24 de Dezembro de 1833 e organizado a 6 de Abril de 1834. Presidente: Michaud, membro da academia francesa.
- Diploma da Sociedade Francesa de Estatística Universal, fundada em Paris, em 22 de Novembro de 1820, por César Moreau.
- Diploma da Sociedade de Incentivo à Indústria Nacional, fundada por Jomard, membro do Instituto.
- Medalha de ouro, 1º prêmio, conferida pela Sociedade Real de Arrás, no concurso realizado em 1831, sobre educação e ensino.